# Llanfynydd (Carmarthenshire)
Koordinaten: 51° 56′ N, 4° 6′ W
Llanfynydd ist ein kleiner Ort mit 538 Einwohnern (Volkszählung 2001) in Carmarthenshire in Wales. Er liegt in der Nähe des Bannau-Brycheiniog-Nationalparks und des National Botanic Garden of Wales. Die Hauptsehenswürdigkeit ist die alte Dorfkirche. Einnahmequellen des Ortes sind der Tourismus und die Landwirtschaft.
Aus Protest gegen eine Windkraftanlage, die in Llanfynydd aufgestellt werden sollte, benannte sich der Ort im Juli 2004 in „Llanhyfryddawelllehynafolybarcudprindanfygythiadtrienusyrhafnauole“ um, was übersetzt so viel bedeutet wie: „Ruhiges schönes Dorf, ein historischer Ort mit seltenen Vögeln, die von verdammten Rotorblättern bedroht werden“. Dieser Name ist jedoch nicht offiziell.
Mit 66 Buchstaben ist dieser selbstgewählte Ortsname noch etwas länger als Llanfairpwllgwyngyllgogerychwyrndrobwllllantysiliogogogoch (nur 58 Buchstaben) und wäre mit einer offiziellen Anerkennung durch die zuständigen Behörden der längste Ortsname Europas.